# Sultānganj
Sultānganj är en ort i Indien.   Den ligger i distriktet Bhāgalpur och delstaten Bihar, i den östra delen av landet, 1 000 km öster om huvudstaden New Delhi. Sultānganj ligger 40 meter över havet och antalet invånare är 41 812.
Terrängen runt Sultānganj är mycket platt. Runt Sultānganj är det tätbefolkat, med 881 invånare per kvadratkilometer. Sultānganj är det största samhället i trakten. Trakten runt Sultānganj består till största delen av jordbruksmark.